# デジヴァイス
デジヴァイス（Digivice）は『デジタルモンスター』に登場する架空の道具。

## 概要
デジモンのアニメ・漫画シリーズの主人公たちが所持する小型のコンピュータである。数種類存在するが、漫画『デジモンアドベンチャー Vテイマー01』に登場したデジヴァイス01や『デジモンセイバーズ』に登場したバイオデジモン専用デジヴァイス、『デジモンクロスウォーズ』に登場したダークネスローダー、映画『デジモンアドベンチャー LAST EVOLUTION 絆』に登場した新型デジヴァイス以外は皆、同名の玩具が発売された。それぞれに、ドラゴンクエスト あるくんですのような万歩計風の振り子機能を搭載している（ただし、ディースキャナ以降はその機能は無い）。
アニメシリーズ内ではいずれもデジモンを進化、合体（ジョグレス進化&デジクロス）、収納する機能が主だが現実の玩具は基本的に本家玩具と同じく育成ギア要素が強い（アプリドライヴを除く）。

## バリエーション

### デジヴァイス
テレビアニメ『デジモンアドベンチャー』、『デジモンアドベンチャー02』、『デジモンアドベンチャー tri.』に登場。
劇中では「聖なるデバイス」または「デジヴァイス」と呼ばれ、選ばれし子どもたちのパートナーデジモンを進化させたり、闇の力を浄化したり、仲間の居場所を探知したり、結界を張ったりと様々な機能を発揮した。
色は普段はクリアの水色だが、完全体以降の進化時には子どもたちの持つ紋章と同じ色に変化し、主人公である八神太一は勇気の紋章のオレンジ（橙色）、石田ヤマトは友情の紋章の青色、武之内空は愛情の紋章の赤色、泉光子郎は知識の紋章の紫色、太刀川ミミは純真の紋章の緑色、城戸丈は誠実の紋章の灰色、高石タケル（ヤマトの弟）は希望の紋章の黄色、八神ヒカリ（太一の妹）は光の紋章のピンク（桃色）である。
『LAST EVOLUTION』では最後の力を振り絞り進化した際に、ヒビ割れと共に金色に変化したこともあった。
デジヴァイス
1999年7月発売。
種類は主人公である八神太一が持つクリアオレンジ（グレイモンカラー）と石田ヤマトが持つクリアブルー（ガルルモンカラー）の2種類。
デジヴァイス2
1999年11月28日発売。
新デジモンとしてテイルモン（究極体であるホーリードラモンも登場）とウィザーモンが追加された。種類はアニメ本編に登場する通常時のカラーリングに近いクリアブルー（ノーマルカラー）と八神ヒカリが持つクリアピンク（ヒカリカラー）の2種類。
デジヴァイス Ver.15th
2014年8月1日受注開始、12月25日発送（クリアオレンジ、クリアブルー）、2015年3月3日受注開始、7月25日発送（アニメオリジナルカラー）、2017年11月22日発送（超進化魂&デジヴァイスVer.15th コンプリートメモリーセット、メタルガルルモンカラー）。プレミアムバンダイ限定。
種類は第1弾と同じだが、テイルモンとウィザーモンが収録・初期メンバーのパートナーデジモンの究極体・オメガモンの登場・敵としてディアボロモンなどの要素が追加されている。
超進化魂&デジヴァイスVer.15th コンプリートメモリーセットは3000個限定で、「デジヴァイス Ver.15th ウォーグレイモンカラー」本体に加え、完全変形でデジモンたちの進化を再現するバンダイ コレクターズ事業部の新ブランド「超進化魂」シリーズ第1弾「ウォーグレイモン」のクリアVer.、 光って鳴る台座「エボリューションステージ」計3点をセットにしたもの。なお、液晶画面に勇気の紋章（メタルガルルモンカラーは友情の紋章）が追加され、アグモンとガブモンの進化画面がアニメ本編に変更されている。
デジヴァイス Ver.Complete
2021年1月20日発送。プレミアムバンダイ限定。
2017年に発送された超進化魂&デジヴァイスVer.15th コンプリートメモリーセットの「デジヴァイス Ver.15th ウォーグレイモンカラー」及び「デジヴァイス Ver.15th メタルガルルモンカラー」に「デジモンアドベンチャーtri.」と「デジモンアドベンチャー LAST EVOLUTION 絆」のステージが追加されたもの。本体カラーは前作の透明感あるカラーリングからアニメ本編に登場する通常時のカラーリングに変更し、アニメ本編に登場するカラーリングはデジヴァイスとして初の商品化となる。ゲームシステムは前作と同様に振り子センサーを搭載・歩数をカウントする。「HELP」電波をキャッチし、物語が進展していく。
Complete Selection Animation デジヴァイス
Complete Selection Animation デジヴァイス tri.memorial
Complete Selection Animation デジヴァイス1999
Complete Selection Animation デジヴァイス -LAST EVOLUTION-
2016年3月18日発送（デジヴァイス）、2019年1月29日発送（デジヴァイス tri.memorial）、2019年9月20日発送（デジヴァイス1999）、2020年6月23日発送（デジヴァイス -LAST EVOLUTION-）。プレミアムバンダイ限定。
『Complete Selection』シリーズの派生ブランドで、今までのデジヴァイスと違い、ゲーム機能は無く、アニメ劇中のなりきり玩具。パートナーデジモン8体の進化アクションを再現できる。『tri.memorial』以降はこれらに加えて選ばれし子どもたち8人の音声と進化時のBGMを収録。

#### デジモンアナライザー
泉光子郎が所持しているノートPC風のデジタル図鑑。『02』では色違いの同型が登場している。

#### デジヴァイス01
漫画『デジモンアドベンチャー Vテイマー01』に登場。
腕に装着する小型コンピュータでありデジモンのステータスのスキャン、コマンドのアップリンクなどの機能を持つ。
なお、デジヴァイス01はデジヴァイスとしては唯一商品化されていない。

### D-3
アニメ『デジモンアドベンチャー02』、『デジモンアドベンチャー tri.』、『デジモンアドベンチャー02 THE beginning』に登場。
名前はDIGIMON DETECT & DISCOVERの頭文字をとってD-3という他、初代デジモン・デジモンペンデュラム・デジヴァイスの3つの機種の融合という意味合いもある。前作のデジヴァイスと違い、パートナーをデジメンタルと呼ばれるアイテムを使った疑似進化によってアーマー体へと進化（アーマー進化）をさせることができる。タケルとヒカリの物は希望のデジメンタルと光のデジメンタルの力で前作のデジヴァイスから変化し、以降はそれを使っている。
色は主人公である本宮大輔は青色（ジョグレス進化時は青と緑）、井ノ上京は赤色（ジョグレス進化時は赤と白）、火田伊織は黄色（ジョグレス進化時は黄と白）、高石タケルは緑色（ジョグレス進化時は黄と白）、八神ヒカリはピンク（ジョグレス進化時は赤と白）、一乗寺賢（一時はデジモンカイザー）は黒色（ジョグレス進化時は青と緑）である。
玩具は通常の通信コネクタの他に「スワン端子」を内蔵しており、専用の通信ケーブルを介してワンダースワン用のデジモンソフトと接続できる。
成熟期へは特定のデジメンタルを集めることで、完全体へはD-3同士の通信ジョグレスで、究極体へはワンダースワンソフトの完全体とジョグレスすることで進化する。
D-3 ブイモンver.
2000年6月18日発売。
ブイモンとワームモンの進化形態が登場するシリーズ第一弾。種類は主人公である本宮大輔が持つブルーと一乗寺賢（デジモンカイザー）が持つブラックの2種類。2000年11月にパイルドラモンカラーが発売された。
ボスとしてブラックウォーグレイモンが登場した。また、限定版（The 21st Century Limited Edition）が発売された。
D-3 ver.2
2000年9月18日発売。
ホークモンとテイルモンの進化形態が登場するシリーズ第二弾。種類は井ノ上京が持つホワイト&レッドと玩具オリジナルのブルー&ホワイトの2種類。
D-3 ver.3
2000年12月発売。
アルマジモンとパタモンの進化形態が登場するシリーズ第三弾。種類は火田伊織が持つホワイト&イエローと玩具オリジナルのブラック&ブルーの2種類。
D-3 Ver.15th
2015年12月25日受注開始、2016年6月15日発送（本宮大輔カラー・一乗寺賢カラー）、2016年3月11日受注開始、7月7日発送（パイルドラモンカラー）。プレミアムバンダイ限定。
種類はブイモンver.と同じだが、ver.2とver.3に登場したデジモン・インペリアルドラモンの登場・敵としてアーマゲモンなどの要素が追加されている。その一方で「スワン端子」は廃止されている。6000個限定（本宮大輔カラー・一乗寺賢カラー）。パイルドラモンカラーは3000個限定。
Complete Selection Animation D-3
2017年3月21日発送
プレミアムバンダイ限定。CSAのデジヴァイスと同じく、ゲーム機能は無く、アニメ劇中のなりきり玩具。種類は高石タケルが持つライトグリーンと八神ヒカリが持つピンクの2種類。6000個限定。
Super Complete Selection Animation D-3 ver.本宮大輔&一乗寺賢
2024年3月発送予定
プレミアムバンダイ限定。液晶演出が2017年版より大きく進化しており、この2つのバージョンは互いを赤外線通信で繋ぐ事により特殊な掛け合い台詞、ジョグレス進化演出とボイスが流れる。また、賢ver.はデジモンカイザーモードと切替が可能。

#### ディーターミナル
D-3専用のデジタル図鑑。玩具は2000年7月発売。

### ディーアーク
アニメ『デジモンテイマーズ』に登場。
側面にカードリーダーが付いており、デジタルモンスターカードゲームのカードを通す（カードスラッシュする）ことでパートナーを強化したり武器を装備させたりすることができる。劇中ではカードリーダーがブルーカードの力で変形する、デジモンがパートナーになった際どこからともなく出現するといった2種類の出所が存在する。啓人の物はギルモンが怒りでメギドラモンに暗黒進化した際に壊れてしまうが、デュークモンに進化する際に金色のアークが現れ、以降はそれを使っている。
色はそれぞれの色&白で構成されており、主人公である松田啓人は赤色（後期は金色）、牧野留姫が持つ青色、李 健良は緑色、加藤樹莉は黄色、塩田博和は茶色、北川健太は薄紫色、李小春（健良の妹）はピンク（桃色）、アイとマコトは紫色である。秋山遼のみ青系の紺色に銀色。
アニメ内では「デジヴァイス」または「アーク」と呼ばれていた。
ディーアーク
2001年4月28日発売。
ギルモンの進化形態が登場するシリーズ第一弾。種類は主人公である松田啓人が持つシルバー&レッドと秋山遼が持つブルー&シルバーの2種類。
ディーアーク Ver.2
2001年7月20日発売。
レナモンの進化形態が登場するシリーズ第二弾。種類は牧野留姫が持つシルバー&ブルーと玩具オリジナルのクリアブルー&シルバーの2種類。
ディーアーク Ver.1.5
2001年9月30日発売。
テリアモンの進化形態が登場するシリーズ第三弾。種類は李健良が持つシルバー&グリーンの1種類のみ。
ディーアーク アルティメットVERSION
2001年12月8日発売。
ギルモン、テリアモン、レナモンの全てのデジモンが登場するシリーズ第四弾。種類は主人公である松田啓人が後期から持つシルバーゴールドと玩具オリジナルのゴールドシルバーの2種類。
ディーアーク Ver.15th
2016年7月22日受注開始、2017年1月23日発送。プレミアムバンダイ限定。
『デジモンテイマーズ』放送15周年記念アイテム。種類はVer.1のシルバー&レッドとVer.2のシルバー&ブルーの2種類だが、進化の演出・レオモンとサイバードラモンの登場（条件）などの要素が追加されている。テレビ本編に登場したプラグインカード3枚・ブルーカードとレッドカードを付属。
Super Complete Selection Animation ディーアーク
2022年9月22日発送。プレミアムバンダイ限定。
『デジモンテイマーズ』放送20周年記念アイテムで、『Complete Selection Animation』の新ブランド『Super Complete Selection Animation』の第一弾商品となる。種類は主人公である松田啓人（赤）、李健良（緑）、牧野留姫（青）の3種類で、カラー液晶が搭載されている。本作品のテレビサイズの主題歌やBGMが収録され、主要人物やパートナーデジモンの台詞が新規収録される。付属するデジモンカードは各種ごとに異なり、カードにはICチップが、ディーアーク本体のスラッシュ部分にはNFCリーダーが搭載され、劇中さながらにカードスラッシュする動作を体感できる。

### ディースキャナ
アニメ『デジモンフロンティア』に登場。
子供たちの左手に出現する「デジコード」と呼ばれるバーコード型のデータをスキャンし、スピリットを使ったハイブリッド体へと進化させるアイテム（いわゆる変身アイテム）。劇中では子供たちがデジタルワールドに召喚された際に携帯電話から変化したものであり、作中での呼び方は「デジヴァイス」で統一された（なお、最終回では現実世界に帰還した際に元の携帯電話に戻っている）。拓也と輝二の物はオファニモンの最後の力で全体に赤と青のそれぞれに変化し以降はそれを使っている。また、通信機としても使用できる。
色は主人公である神原拓也は赤と黒（後期も同様）、源輝二が持つ白と紺（後期は青と黒）、織本泉は紫と桃色、柴山純平は青と黄、氷見友樹は水色と緑、木村輝一（輝二の双子の兄）は黒と灰色である。
玩具は同じバンダイのスーパーバーコードウォーズとエポック社のバーコードバトラーのようなシステムであり、右上の読み取り部にバーコードの付いたデジモンカードや一般のバーコードをなぞるように読み込ませることでパートナーデジモンを入手できたり、プラグインなどのサポートアイテムを入手できたり、あるいはデジモンバトル用のバーコードで対戦してデジモンを強化できる。読み取り部に指や鉛筆などをこすることでパートナーデジモンの攻撃が変化するアクションスキャンもある。レアなバーコードを漫画や雑誌に登場させたり大会の商品にしていた。
ディースキャナVERSION1.0
2002年6月30日発売。
シリーズ第一弾。種類は主人公である神原拓也が持つブラック&レッドと玩具オリジナルのブラック&ブルーの2種類。
ディースキャナVERSION2.0
2002年8月発売。
シリーズ第二弾。種類は源輝二が持つホワイト&ブルーと木村輝一が持つブラック&グレーの2種類。
ディースキャナVERSION3.0 カスタムマスター
2002年12月発売。
すべてのハイブリッド体のデジモンが使用可能になり（ただし、悪の五闘士は登場しない）、ダブルスピリットが使用可能となったシリーズ第三弾。種類は主人公である神原拓也が後期から持つレッド&ブラック（カイゼルグレイモンカラー）と源輝二が後期から持つブルー&ブラック（マグナガルルモンカラー）の2種類。
また、ルーチェモンが乱入キャラクターとして登場する（VERSION1.0ではバーコードをスキャンする事で入手できたが、本バージョンはルーチェモンを倒す事で入手できる様になっている）。
Super Complete Selection Animation ディースキャナ
2023年9月27日発送。プレミアムバンダイ限定。
『デジモンフロンティア』放送20周年記念アイテム。種類はver.ULTIMATE RED（カイゼルグレイモンカラー）とver.ULTIMATE BLUE（マグナガルルモンカラー）の2種類で、サイズはVERSION3.0と同様。400ワード以上の新録ボイスや主題歌・BGMなどの7種の楽曲が収録。指と指の隙間を読み取り部のセンサーが検知すると本体が振動しスピリットエボリューションを再現でき、さらにスライドエボリューションも可能。他にもオファニモンの通信遊びやデジコードスキャン遊びも搭載されている。また、赤外線通信機能が搭載されており、ver.ULTIMATE REDとver.ULTIMATE BLUEの2つを連動させると最終回でのスサノオモン進化時の主要キャラのボイスの他に、拓也と輝二の掛け合いのボイスが再生される。なお、ver.ULTIMATE RED並びにver.ULTIMATE BLUE同士の通信はできない。

### デジヴァイスiC
アニメ『デジモンセイバーズ』および漫画『デジモンネクスト』に登場。
『セイバーズ』ではパートナーデジモンを収納する機能が付けられたほか、『ネクスト』ではデジモンミニが変形したものとして描かれている。ちなみに『セイバーズ』では、アニメ・漫画では初の人間が創ったデジヴァイスである。
アニメ『デジモンセイバーズ』での色は主人公である大門大はオレンジ（橙色）と白、トーマ・H・ノルシュタインは青と白、藤枝淑乃はピンクと白、イクト（野口郁人）は黒と紫、薩摩廉太郎は赤と黒、黒崎美樹は白と灰色、白川恵は灰色と白、湯島浩は緑色である。
玩具はデジモンの玩具としては初の赤外線通信バトル、データカードダス連動、ファイトマネー、コロシアムやミニゲームなど追加要素が満載。本体上部に電極センサーが搭載され、手や関連商品に付属のIDプレート、金属類を使ってデジソウルチャージをし、デジソウルを与えることによって進化する形態が変わる。また、デジモンバトルターミナルに自分の育てたデジモンを転送することができる。最新の、201、202（通称2シリーズ）は、通信対戦後に様々なお楽しみ機能がある。登場デジモンは一新。
- デジヴァイスiC <101 ORANGE>
- デジヴァイスiC <102 BLUE>

2006年3月31日発売。
種類は主人公である大門大が持つオレンジ（橙色）、トーマ・H・ノルシュタインが持つ青の2種類。
- デジヴァイスiC <201 BLACK>
- デジヴァイスiC <202 RED>

2006年7月29日発売。
種類はイクト（野口郁人）が持つ黒と紫、薩摩廉太郎が持つ赤と黒の2種類。

#### デジウィンドウ
ノートPC風の図鑑ギア。玩具は2006年8月30日に発売。

#### デジヴァイスバースト
アニメ『デジモンセイバーズ』に登場。劇中では、デジヴァイスiCが究極のデジソウルによって変化したものである。
色は主人公である大門大はオレンジ（橙色）と黒、トーマ・H・ノルシュタインは青と黒、藤枝淑乃はピンクと白、イクト（野口郁人）は黒と紫、大門英（大の父）は黄色と黒である。
玩具は『デジヴァイスiC』の機能に加え、「エアシグナル入力」という画面に表示させる黒いバーにあわせて手をかざす新たな機能が追加された。
- デジヴァイスバースト シャインオレンジ
- デジヴァイスバースト ミラージュブルー

2006年11月18日発売。
種類は主人公である大門大が持つオレンジ（橙色）、トーマ・H・ノルシュタインが持つ青の2種類。

#### バイオデジモン専用デジヴァイス
アニメ『デジモンセイバーズ』に登場したバイオデジモンが所有するデジヴァイスで、シリーズとしては初となる敵側が使用するデジヴァイスでもある。「ハイパーバイオエヴォリューション」の掛け声（究極体の時は「ハイパーバイオエクストラエヴォリューション」）と共にバイオデジモンへと変身することが可能。聖（コウキ）が持つ青色、ナナミが持つ赤色、イワンが持つ黄土色の3つが存在する。

### デジモンクロスローダー
アニメ『デジモンクロスウォーズ』シリーズおよび漫画版に登場。
デジモンを『デジクロス（合体）』させることができる『ジェネラル』と呼ばれるデジモンの指揮官が持つ携帯アイテムで、劇中では『クロスローダー』と呼ばれている。デジモンを収納させることが可能で、『リロード』させることでデジモンが実体化される。また途中からパートナーデジモンを『超進化』させる事も可能となった。
複数のクロスローダーを掛け合わせる事で違う陣営同士のデジモンをデジクロスさせる『ダブルクロス』『グレートクロス』も可能。
アニメ版では初めは白色だが、契約時に名を叫ぶことでそれに応じてカラーが変わる。主人公である工藤タイキは赤色、蒼沼キリハは青色、天野ネネは当初は黒色だったが、後に薄い菫色に変化し（アニメ版では第24話でのシノビゾーン探索時に変化し、漫画版ではダークネスローダーを経て薄い菫色に変化した）、天野ユウ（ネネの弟）はダークネスローダーを経て黄色のクロスローダーに変化し、漫画版で登場するの天野コトネ（ネネの妹で、本作品オリジナルキャラクター）はジェネラルではあるものの色は漫画内がモノクロであり、なおかつ彼女のカラーイラストが存在しないため不明となっている。
アニメ第3期『時を駆ける少年ハンターたち』ではクロスローダーを持つ『ハンター』たちが増加したため、様々な色のクロスローダーが登場し、明石タギルは真紅、最上リョウマは緑色、戸張レンは灰色、洲崎アイルは桃色、時計屋のおやじは黒（ネネの物とは違い金の挿色が入っている）、真下ヒデアキは紫色、船橋キイチは水色、ミズキは深青色、ノボルは茶色、陽ノ本アカリは橙色（漫画版では薄桃色）、剣ゼンジロウは薄青色（漫画版では薄緑色）と増えていった。
機能も『タイムシフト！』の掛け声でデジクォーツへのゲートが開く、デジクロスは一台では2体までの制限が付くなどデジモンハント用に置き換わっている。
玩具は今までのデジモンシリーズで初のカラー液晶が搭載された玩具となっている。バトルはRPG風の軍団バトルとなっている。一人プレイでは『クエスト』と呼ばれるミッションに出て各ゾーンを冒険する。特殊マイクを内蔵した本体上部を起動させ様々な音をかざすことで、デジモンクロスローダーにデジモンが生成（リロード）され、またアニメ内の『デジモンデータコレクション』コーナーや公式サイト、デジモンクロスアリーナで流れるデジメロディリロードによっても生成が可能。『デジモンクロスフィギュアシリーズ』などの関連商品に付属する『デジメモリ』と呼ばれるICチップをスロットに差し込むことでクエスト中に伝説のデジモンの召喚技が発動される。専用SDカード『デジモンコードクラウン』（別売り）で新ゾーンのクエストや新たなデジモンの召喚もでき、市販のSDカードに音楽（MP3形式のみ）を入れてミュージックプレイヤーとしても使用可能。また、項目の選択は物理ボタンではなくジョグダイヤルを回すことで行われる。このようなボリュームの多さから、玩具の発売は放送開始から3ヶ月後の2010年10月16日に発売され、今までのデジヴァイスシリーズとしては最も遅く発売された。また、キリハが使う青のクロスローダーが『ブルーフレアサイド』として2011年1月29日に発売された。
またバンダイが主催するデジモンクロスローダーの公式大会、Dスリンガーのジュニア部門およびシニア部門の最多勝者に賞品として与えられるデジモンクロスローダーブラックカラーver.が存在する。
1. イベント名：D-athlon Dスリンガー大会（2010年12月18日、12月19日両日）
ジャンプフェスタ2011 (幕張メッセ) バンダイブースにて
2. イベント名：アニメ『デジモンクロスウォーズ～悪のデスジェネラルと七つの王国～』スタート記念イベント（2011年4月29日）
アリオ北砂1階リーフコートにて
Dスリンガー午前の部、午後の部でジュニア部門、シニア部門
3. イベント名：アニメ『デジモンクロスウォーズ～悪のデスジェネラルと七つの王国～』スタート記念イベント（2011年4月29日）
アリオ八尾1階レッドコートにて
Dスリンガー午前の部、午後の部でジュニア部門、シニア部門

上記3ヶ所で開催され現在合計12個が賞品として存在する。
- デジモンクロスローダー
- デジモンクロスローダー ブルーフレアサイド
- デジモンクロスローダー ブラックカラーver. Dスリンガー大会優勝者限定

#### ダークネスローダー
アニメ『デジモンクロスウォーズ』シリーズ（第2期『悪のデスジェネラルと七つの王国』まで）および漫画版に登場。クロスローダーに似た機能を有するアイテム（アニメ版では第21話でダークナイトモンが作り出した）。黒いクロスローダーの上部に牙が付いたデザインとなっている（アニメ版では牙が少し丸くなっているのに対し、漫画版では牙が尖っており、デザインが異なっている）。相手のデジモンを合意にかかわらず強制的にデジクロス（「強制デジクロス」と呼ばれる）させるなど、禍々しい力を秘めており、使うデジモンや人間に合わせて大きさが変わる。
アニメ第2期『悪のデスジェネラルと七つの王国』では量産型（「量産型ダークネスローダー」とも呼ばれる）が開発され、七人のデスジェネラルが所有しており、これを使用し、配下デジモンと強制デジクロスを行い、ダークネスモードに強化する（行ったのはドルビックモン、ネオヴァンデモン、スプラッシュモン、グラビモン、アポロモン・ウィスパード（アポロモンの闇の人格）のみで、ザミエールモン、オレーグモンは除く）。なお、量産型ダークネスローダーにはそれぞれの軍団を表すマークがあり、このマークはバグラ軍のフラッグおよび彼らの体にも描かれている（ドルビックモン：炎のエンブレム、ネオヴァンデモン：三日月のエンブレム、ザミエールモン：木のエンブレム、スプラッシュモン：雫のエンブレム、オレーグモン（復活後はバグラ軍およびデスジェネラルを離反する）：光芒（四芒星）のエンブレム、グラビモン：地割れのマーク、アポロモン・ウィスパード：黒い太陽（日食）のエンブレム）。

### 新型デジヴァイス
映画『デジモンアドベンチャー LAST EVOLUTION 絆』に登場するデジヴァイス。スマートフォン型となっており、泉光子郎が設計・開発した。
機能は太一たちが持つデジヴァイスと同様で、メッセージ機能や進化機能も充実しており、パソコンなどを介さずにデジタルゲートをいつでも開けるように改良もされている。

### デジヴァイス:
アニメ『デジモンアドベンチャー:』に登場するデジヴァイス。劇中での機能はほとんど初代のデジヴァイスと同様だが、アンテナが排された他、紋章のタグが存在しないため、進化時に紋章のマークが画面に出現する。
玩具はプレミアムバンダイ限定販売。2020年11月24日発送。機能も初代デジヴァイスのリメイク版である。

### デジヴァイス-V-
アニメ『デジモンゴーストゲーム』に登場。ウェアラブル端末型となっている。パートナーデジモンの進化機能に加え、劇中ではdimカードを接続することで任意のデジモンを実体化、さらに左右のボタン操作で人間世界を模したデジタルワールド風の特殊空間に周囲の仲間と敵デジモンを強制移動させる、さらにdimカード内にインプットされたデジタルワールドの景色を登録してその特殊空間をある程度改変可能などの効果がある。
玩具は『バイタルブレス デジタルモンスター』の一種および上位互換商品として2021年10月2日に発売。各バイタルブレスシリーズからの変更点として特定の操作を行うとデジモンが眠りバイタル値が減少しなくなるスリープモードを搭載し、これにより夜間にデジモンが自動的に眠るシステムが廃止された。

#### デジヴァイス-VV-
『VV』の読みは『デュアルヴィー』。アニメ『デジモンゴーストゲーム』第51話より登場。宙の父親・北斗から託されたデジヴァイス-V-のセンサーを強化させるためのdimカードを組み込んだことでパワーアップし、成長期の状態で成熟期を介さずに完全体へ一気に進化する『ワープ進化』も可能となった。カラーは藍色から赤色に変化している。
玩具は『VITAL BRACELET BE』の一種として2022年11月26日に発売。

#### DIGIMON LINKER
読みは『デジモンリンカー』。Web小説・PV・玩具の3大メディアミックス作品『DIGIMON SEEKERS』に登場。作中ではデジモンドックと呼ばれる腕時計デバイスの一つとして登場する。
玩具は『VITAL BRACELET BE』の付け替えバンドとして2023年2月12日から同年2月19日まで先行予約販売された。

## その他
- デジモンペンデュラム

デジタルモンスター（初代）の後継機種。2002年にデジモンペンデュラムプログレス、2003年にデジモンペンデュラムエックスが発売。
- デジモンアクセル

エックスの後継機。
- デジモンミニ

ミニサイズ版。アクセルと同時期に発売。2007年にデジモンツイン、2010年11月6日にクロスウォーズ デジモンミニが発売。
- アプリドライヴ / アプリドライヴDUO

『デジモンユニバース アプリモンスターズ』に登場するアイテム。アニメ劇中使用アイテムではあるものの、従来の液晶ゲーム機能はなく、コレクションアイテム連動トイとなっている。
- バイタルブレス デジタルモンスター

2021年3月13日発売。ウェアラブル（腕時計）型。